# Carolyn Porco
Carolyn C. Porco, född 6 mars 1953, är en amerikansk planetforskare, som arbetar med vårt eget solsystem, främst med bilder. Hon började sitt bildarbete på 1980-talet som medarbetare i den grupp som behandlade bilderna från Voyagerprogrammets färd till planeterna Jupiter, Saturnus, Uranus och Neptunus. Hon är ledare för gruppen som behandlar bilderna från Cassini-Huygensuppdraget till Saturnus. Hon arbetar även i gruppen som hanterar bilderna från New Horizonsuppdraget som började den 19 januari 2006 och dess färd till Pluto och kuiperbältet. Hon är expert på planetariska ringar och saturnusmånen Enceladus.
Hon är medförfattare till över 100 vetenskapliga uppsatser i ämnen såsom Uranus och Neptunus spektroskopi, Det Interstellära mediet, planetringars fotometri, växelverkan mellan ringar och satelliter, datorsimulationer av planetariska ringar, termisk balans hos polerna på månen Titan, värmeflöde i Jupiters inre, och en mängd information om Saturnus atmosfär, satelliter och ringar från Cassiniuppdragets bildexperiment.
Porco tillkännagav existensen av Saturnus minsta måne, Aegaeon, då kallad S/2008 S 1.
Det var Porco som föreslog att den avlidne planetära geologen Eugene Shoemakers kvarlevor skulle sändas till Månen ombord på Lunar Prospector 1998.
Porco höll öppningstalet vid Pangea Day. Talet kunde höras globalt.

## Utbildning
Porco föddes i New York i New York. Hon tog 1970 examen från Cardinal Spellman High School i Bronx i New York. Hon tog 1974 en högskoleingenjörsexamen från State University of New York i Stony Brook. Hon doktorerade 1983 vid California Institute of Technology där hon studerade vid the Division of Geological and Planetary Sciences. Under handledning av Peter Goldreich skrev hon sin doktorsavhandling om de upptäckter som under Voyageruppdraget gjorts om Saturnus ringar

## Karriär

### Voyager

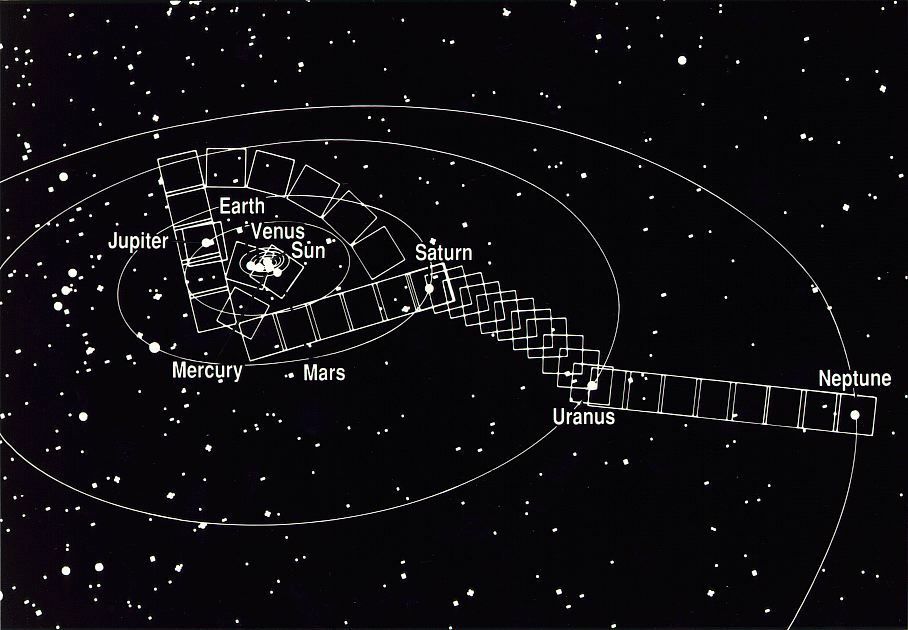
Ett diagram som visar hur bilderna för Pale Blue Dot togs.

Hösten 1983 anslöt sig då doktor Porco till fakulteten vid Department of Planetary Sciences vid University of Arizona. Samma år blev hon medlem i Voyager Imaging Team. I egenskap av det medlemskapet var hon mycket aktiv i Voyagers passage av Uranus 1986 och Neptunus 1989, där hon var ledare för gruppen som hade som uppgift att närmare studera Neptunus ringar.
Porco var den första att beskriva vad som närmast kan liknas vid ekerformade linjer i Saturnus ringar. Hon var även först med att beskriva Uranus yttre ringar och hur de två månarna Cordelia och Ophelia håller dem på plats. Porco förklarade även hur Neptunus måne Galatea ger upphov bågformade ringar. Hon låg tillsammans med Carl Sagan bakom förslaget att låta Voyager 1 vända sig om och ta ett familjeporträtt av solsystemet. Denna ide verkställdes 1990 och Porco identifierade planeterna i bilderna, varav en gav upphov till bland annat den berömda bilden Pale Blue Dot

### Cassini-Huygens
I november 1990 valdes Porco som ledare för den grupp som var ansvarig för bildbehandling för Cassini-Huygensuppdraget. Hon är direktör för Cassini Imaging Central Laboratory for OPerationS (CICLOPS) vilket är där bilderna från Cassini behandlas innan de släpps till allmänheten. CICLOPS är en del av Space Science Institute i Boulder, Colorado.
Under uppdragets gång upptäckte Porco och hennes grupp inte mindre än sju månar runt Saturnus: Methone och Pallene, Polydeuces, Daphnis,
 Anthe, Aegean, och en minimåne i den yttre B-ringen.
De fann även nya ringar, som till exempel de ringar som ligger i samma omloppsbana som månarna Atlas, Janus och Epimetheus och Pallene. En suddig ring mellan Atlas och F-ringen upptäcktes också, samt en mängd ringar i hålen mellan Saturnus ringar.
Det var Porcos grupp som i juni 2005 först såg kolvätesjöar i den södra polarregionen på Titan.. En grupp liknande sjöar upptäcktes i februari 2007 i den norra polarregionen. Mer sentida rön har sedermera stärkt uppfattningen att dessa sjöar innehåller kolväten i vätskeform.
Det var även Porcos grupp som först såg vad som liknade vulkanutbrott på Enceladus (se Enceladus topografi), Saturns sjätte största måne. Gruppen föreslog, med detaljerade vetenskapliga argument, att dessa utbrott kunde vara gejsrar bestående av flytande vatten från reservoarer nära ytan vid månens sydpol.

### New Horizons
Porco är medlem i den gruppen som var ansvarig för bildbehandling då sonden passerade Pluto 2015 och den efterföljande resan genom Kuiperbältet.

### Universitetsplatser
Porco arbetade inom fakulteten vid University of Arizona mellan 1983 och 2001, och fick även en professur där 1991. Hon utbildade både högskoleingenjörer och civilingenjörer och var en av fem finalister i en av University of Arizona Honors Center anordnat pris där studenter nominerar och väljer mottagare för utomordentligt lärarskap. Hon är även en Senior Research Scientist vid Space Science Institute i Boulder, Colorado, och är adjunkt vid University of Colorado i Boulder.

### Rådgivare för Nasa
Porco har aktivt deltagit i det amerikanska planetutforskningsprogrammet genom medlemskap i många rådgivande kommittéer, däribland Solar System Exploration Subcommittee, Mars Observer Recovery Study Team, samt Solar System Road Map Development Team. I mitten på 90-talet var hon ordförande i en mindre rådgivningsgrupp som hade som uppgift att studera och utveckla framtida uppdrag till det yttre solsystemet.

### Offentlig talare
Porco talar ofta offentligt om Cassiniuppdraget och planetutforskning i allmänhet. Hon har talat på konferenser såsom Pop!Tech (2005, 2006) och TED (2007, 2009). Hon var även talare vid Beyond Belief-symposiet i november 2006.
Porcos tal vid TED 2007, "The Human Journey", beskrev de två huvudområden inom vilka Cassini gjort viktiga upptäckter - de två saturnusmånarna Titan och Enceladus. I sin inledning sade Porco
| ” | So the journey back to Saturn is really part of, and is also a metaphor for, a much larger human voyage. | „ |

I sin beskrivning av Titan och dess kväverika atmosfär, erbjöd hon publiken följande bild av månens yta
| ” | Stop and think for a minute. Try to imagine what the surface of Titan might look like. It's dark: high noon on Titan is as dark as deep Earth twilight on the Earth. It's cold, it's eerie, it's misty, it might be raining, and you are standing on the shores of Lake Michigan brimming with paint thinner. That is the view that we had of the surface of Titan before we got there with Cassini. And I can tell you that what we have found on Titan, though not the same in detail, is every bit as fascinating as that story is, and for us, for Cassini people, it has been like a Jules Verne adventure come true. | „ |

Hon visade även det första fotografiet från Titans yta, taget av Huygenslandaren, och beskrev vattengejsrar på Enceladus:
| ” | ...we have arrived at the conclusion that these jets may, they may, be erupting from pockets of liquid water near, under the surface of Enceladus. So we have, possibly, liquid water, organic materials and excess heat. In other words we have possibly stumbled upon the holy grail of modern-day planetary exploration, or in other words an environment that is potentially suitable for living organisms. And I don't think I need to tell you that the discovery of life elsewhere in our Solar system, whether it be on Enceladus or elsewhere, would have enormous cultural and scientific implications. Because if we could demonstrate that genesis had occurred — not once but twice, independently, in our Solar system — then that means by inference it has occurred a staggering number of times throughout our Universe in its 13.7 billion year history. | „ |

2009 återvände Porco till TED, då för att tala mer i detalj om Titan.

### Television och film
Porco är en återkommande gäst på CNN som astronomikonsult. Hon har gjort många framträdanden i radio och television där hon förklarat diverse vetenskapliga fenomen på lekmannanivå, bland annat på program som Newshour, CBS's 60 Minutes, Peter Jenningss The Century. Hon har deltagit i en mängd dokumentärfilmer om planetär utforskningand, som till exempel The Planets på Discovery Channel och BBC, A Traveler's Guide to the Planets på National Geographic Channel, Horizon på BBC, och en Nova Cassini special på PBS. Hon arbetade som rådgivare och regisserade animationer för kanalen A&E Networks special om Voyagerprogrammet, kallat Cosmic Journey: The Voyager Interstellar Mission and Message.
Porco var rådgivare för filmen Kontakt från 1997. Carl Sagan, som skrev boken efter vilken filmen gjorts, föreslog att skådespelerskan Jodie Foster, som spelar huvudrollen som Ellie Arroway, skulle använda Porco som förlaga.
Hon var rådgivare för filmen Star Trek från 2009. Hon föreslog scenen där skeppet Enterprise lämnar warpdrift i Titans atmosfär, och likt en ubåt kommer upp ur dimman, allt med Saturnus och dess ringar i bakgrunden.
Mot slutet av 2010 påbörjades en namninsamling för att förmå J. J. Abrams att ge Porco en cameo i nästa Star Trekfilm

### Intervjuer och artiklar
Porco har givit ett stort antal intervjuer i ämnen från planetär utforskning till konflikter mellan vetenskap och religion.
Hon har ofta omskrivits, med början i Boston Globe, oktober 1989
New York Times augusti 1999 och september 2009
i Tucson Citizen 2001, i Newsday juni 2004, för Royal Astronomical Society of Canada 2006, i Astronomy Now 2006, i Discover Magazine 2007 och även på CNN.com 2005 och Edge.org.
Innan Cassiniuppdraget började vurmade hon starkt för att använda radioaktiva material på Cassinisonden. Hon stödjer även en omdirigering av Nasas bemannade rymdprogram mot månen och mars, och i en artikel i The New York Times förespråkar hon fördelarna med att låta robotar utforska solsystemet.

### Övrigt
1994 satt Porco i en kommitté, med Carl Sagan som ordförande, kallad Public Communication of NASA's Science. 1999 recenserade hon en biografi om Sagan för The Guardian.. Hennes populära vetenskapliga artiklar har publicerats av The Sunday Times, Astronomy, Arizona Daily Star, Sky & Telescope, American Scientist och Scientific American. Hon är även som gruppledare av Cassini Imaging Team aktiv i arbetet med att sprida vetenskap till allmänheten genom webbplatsen där bilderna från Cassini publiceras.
Hon är verkställande direktör för Diamond Sky Productions som är ett litet företag med huvuduppgift att vetenskapligt och artistiskt framställa bilder och grafik för att sprida vetenskap till allmänheten.

## Priser och utmärkelser
1999 valdes Porco av The Sunday Times som en av 18 vetenskapliga ledare i det tjugoförsta århundradet och av Industrial Week som en av 50 "Stjärnor att hålla ögonen på".
Hennes bidrag till utforskningen av det yttre solsystemet erkändes genom att namnge en asteroid 7231 Porco - så "Namngiven för att hedra Carolyn C. Porco, en pionjär inom forskningen av planetära ringsystem, tillika en ledargestalt inom rymdsondsbaserad utforskning av det yttre solsystemet."
2008 tilldelades Porco Isaac Asimov Science Award av American Humanist Association.
I maj 2009 blev hon hedersdoktor vid State University of New York där hon är en alumna.
Den 15 september 2009 tilldelades Porco Huntington Librarys Science Writer Fellowship för 2010.
I oktober 2009 tilldelades både hon och Babak Amin Tafreshi Lennart Nilsson-priset för sitt fotografiska arbete. Juryns motivering för Porco var:
| ” | Carolyn Porco combines the finest techniques of planetary exploration and scientific research with aesthetic finesse and educational talent. While her images, which depict the heavenly bodies of the Saturn system with unique precision, serve as tools for the world's leading experts, they also reveal the beauty of the universe in a manner that is an inspiration to one and all. | „ |

Maj 2010 tillkännagavs att Porco vunnit 2010 års Carl Sagan Medal för sitt arbete med att sprida vetenskap till allmänheten.

## Musikintressen

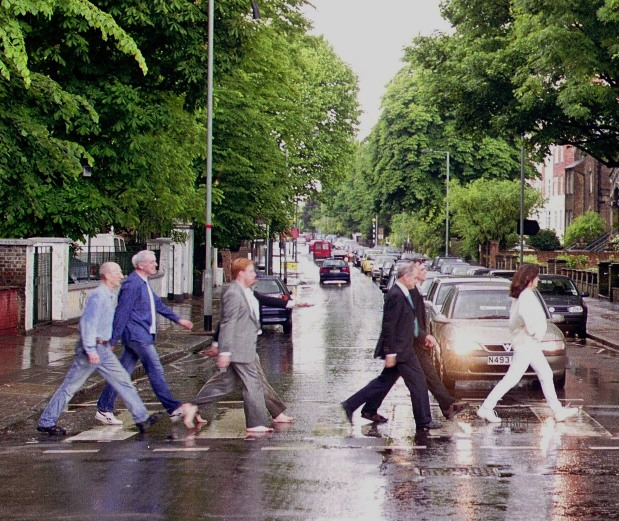
Porco (längst till höger) återskapar här med de övriga medlemmarna i Cassini Imaging Team den berömda Beatles-bilden vid Abbey Road.

Porco fascineras av 60-talet och The Beatles och har stundvis använt referenser till The Beatles och deras musik i sina presentationer, skrivelser och pressmeddelanden. Den första färgbild från Cassini som släpptes till allmänheten var en bild av Jupiter. Bilden släpptes den 9 oktober 2000 för att hedra John Lennons 60-årsdag. 2006, när hon regisserade och producerade en kort åttaminutersvideo av Cassinis 64 mest spektakulära bilder använde hon musik av The Beatles för att hedra Paul McCartneys 64-årsdag. 2007 gjorde hon en affisch, visande 64 bilder från Saturnus, och skickade den till McCartney.

### Översättning
Den här artikeln är helt eller delvis baserad på material från engelskspråkiga Wikipedia, Carolyn Porco, 27 februari 2011.